# Kari Lake
Kari Ann Lake Halperin (nacida Kari Ann Lake; Rock Island, Illinois; 23 de agosto de 1969) es una política conservadora y expresentadora de televisión estadounidense. Trabajó en la estación de televisión KSAZ-TV de Phoenix durante veintidós años, hasta marzo de 2021. Fue elegida por el presidente Donald Trump en diciembre de 2024 al cargo de directora general del reconocido medio de difusión Voz de América.
Afiliada al Partido Republicano, Lake fue candidata a la gobernación de Arizona en las elecciones de 2022. Está políticamente alineada con Donald Trump, quien la ha respaldado.

## Primeros años y educación
Lake nació en Illinois y creció en Iowa con nueve hermanos.
Obtuvo una licenciatura en comunicaciones y periodismo de la Universidad de Iowa.

## Carrera
Lake trabajó como presentadora para KSAZ-TV (Fox 10 Phoenix) y en otros roles como presentadora del clima y reportera para lugares en Illinois y Nueva York. Entrevistó al presidente Barack Obama en 2016 y al presidente Donald Trump en 2020. Renunció a Fox 10 en 2021 y luego apareció en un video para PragerU, un canal de YouTube alineado con los republicanos.
Lake fue miembro del Partido Republicano hasta el 3 de noviembre de 2006, cuando cambió su registro para convertirse en independiente. Se registró como demócrata el 4 de enero de 2008, un día después de que Obama ganara las asambleas presidenciales demócratas de Iowa. Lake volvió a ser republicana el 31 de enero de 2012. Explicó que dejó el Partido Republicano en 2006 como reacción a las guerras en curso en Irak y Afganistán. Ella había apoyado a John Kerry en 2004 y a Obama en 2008.

### Carrera para la gobernación de 2022
Lake presentó la documentación el 1 de junio de 2021 para postularse a la gobernación de Arizona en las elecciones de 2022. Anteriormente, compró una cuenta en Gab, una plataforma de redes sociales conocida por su uso por parte de conservadores y extremistas de derecha. Durante la campaña, se alineó con el expresidente Donald Trump. Posteriormente, Trump la respaldó, diciendo que Lake «luchará para restaurar la integridad de las elecciones (¡tanto en el pasado como en el futuro!)».
En agosto de 2021, Lake dirigió manifestaciones contra las mascarillas, pidiendo a los estudiantes de la Universidad Estatal de Arizona que violaran la política de requisitos de mascarillas de la universidad. Lake dijo que no toleraría los requisitos de máscaras y los requisitos de vacunas durante la pandemia de COVID-19.

## Posiciones políticas
Lake se identifica como una republicana conservadora. En 2021 asistió a la Conferencia de Acción Política Conservadora (CPAC), una reunión anual de conservadores, en su mayoría republicanos. En 2018 se opuso al movimiento 'Red for Ed', que buscaba más fondos para la educación a través de huelgas y protestas, alegando que el movimiento fue un «gran impulso para legalizar la marihuana». Al describir su posición sobre el aborto, Lake se describió a sí misma como "provida".

## Vida personal
Lake ha estado casada con Jeff Halperin desde agosto de 1998. Anteriormente estuvo casada con Tracy Finnegan, un ingeniero eléctrico. Antes de 2015 se identificó como budista, pero se convirtió al cristianismo en 2019.

## Resultados electorales

### Gobernadora de Arizona
|  | 47.97 % |

|  | 49.65 % |

### Senado de los Estados Unidos
| 2024 |        | R |  | \| \| 0.00 % \| | No electa |  |
|      | 0.00 % |   |  |                 |           |  |